# Das Schloss im Spinnwebwald
Das Schloss im Spinnwebwald (jap. 蜘蛛巣城 Kumonosu-jō, wörtlich: „Burg Spinnennetz“) ist ein Film von Akira Kurosawa aus dem Jahre 1957. Der Stoff ist dem Theaterstück Macbeth von William Shakespeare entnommen und ins historische Japan übertragen worden. Der Film wird dem japanischen Jidai-geki-Genre zugeordnet.

## Handlung
Die befreundeten Samurai Washizu und Miki sind nach der erfolgreichen Abwehr eines Feindes auf dem Weg zu ihrem Fürsten. Dabei verirren sie sich im Spinnwebwald und treffen auf einen Geist, der Miki die Herrschaft über die ‚Erste Festung‘ prophezeit und Washizu die Herrschaft über das ‚Nordhaus‘. Später werde Washizu sogar dem Fürsten selbst nachfolgen – ein Sohn Mikis werde ihn aber beerben.
Die ersten Voraussagen treffen noch am selben Tag ein. Washizus machtgierige Frau bedrängt ihren Mann, den Fürsten zu ermorden, um dessen Stelle einzunehmen. Trotz erheblicher Gewissenskonflikte gibt Washizu nach und übernimmt die Herrschaft über Schloss und Reich. Schließlich nötigt seine Frau ihn auch, den Befehl zu geben, seinen Freund Miki, der um die Prophezeiung weiß, und dessen Sohn zu töten.
Mikis Sohn kann jedoch entkommen und verbündet sich mit dem Sohn des alten Fürsten. Als ihre Heere auf das Schloss zumarschieren, sucht Washizu abermals den Geist auf. Dieser prophezeit Washizu, er könne nicht besiegt werden, solange nicht der Spinnwebwald selbst an sein Schloss heranrücke. Siegesgewiss kehrt Washizu zurück und verkündet die Prophezeiung. Doch bald nähern sich tatsächlich die Bäume des Spinnwebwaldes, die das feindliche Heer als Deckung vor sich herschiebt. Aus Furcht töten daraufhin Washizus Männer ihren eigenen Herrn.

## Auszeichnungen
Der Film wurde 1957 für den Goldenen Löwen der Filmfestspiele von Venedig nominiert. Isuzu Yamada erhielt den Kinema Junpo Award, Toshirō Mifune wurde als bester Hauptdarsteller bei den Mainichi Film Concours ausgezeichnet.

## Kritiken
- „(…) Machtstreben, das in Wahn und Blutrausch endet, in stilisierten Bildern von überwältigender, düsterer Schönheit; ein Schlüsselfilm Kurosawas.“ (Wertung: 3½ Sterne = außergewöhnlich) – Adolf Heinzlmeier und Berndt Schulz in: Lexikon „Filme im Fernsehen“ (Erweiterte Neuausgabe), Hamburg 1990, S. 715–716

- „Der großartig inszenierte Film folgt zwar der Fabel, veränderte aber den Charakter Macbeths. Dennoch ist es dem Regisseur gelungen, die Abgründigkeit und Trauer der Vorlage filmisch vollendet widerzuspiegeln. Ein kongeniales Werk, das ab 16 allen aufgeschlossenen Zuschauern zum Erlebnis werden kann.“ – Evangelischer Filmbeobachter, Kritik Nr. 1/1966, S. 6